# Torridon
Torridon, schottisch-gälisch: Toirbheartan, ist ein Dorf in der Council Area Highland in Schottland. Es liegt am nördlichen Ufer von Loch Torridon, einem Meeresarm. Gegenüber liegt am Südufer der Ort Shieldaig. Torridon ist ein beliebter Ausgangspunkt für Wanderungen und Klettertouren in den Bergen nördlich des Ortes.

## Geschichte
Um 1600 befand sich am Nordufer von Upper Loch Torridon eine Eisenhütte. Sie verarbeitete Roheisen, das am Loch Maree produziert wurde, zu Schmiedeeisen. Wie viele Bereiche der Highlands wurde auch Torridon schwer durch die Highland Clearances getroffen, die zu einem erheblichen Bevölkerungsrückgang führten. 1831 wurde der Grundbesitz an einen Colonel McBarnet verkauft, der in Westindien als Plantagenbesitzer zu Reichtum gekommen war. Er vertrieb die Crofter zugunsten der Schafzucht von ihren gepachteten Parzellen, lediglich entlang des Ufers konnten sich die verbliebenen Bewohner ansiedeln. 1859 ordnete McBarnet an, dass alle Bewohner sich in Annat, dem Ortsteil am landseitigen Ende des Lochs, anzusiedeln hatten. Er beschränkte auch den Besitz von Tieren, so durften die Crofter maximal eine Kuh halten.
Nachdem der Grundbesitz an Duncan Darroch, Baron of Gourock, übergegangen war, besserte sich die Situation der Bewohner. Darroch wandelte den Besitz in Jagdland um und ließ wieder Croftersiedlungen zu. Auch die übrigen Beschränkungen wurden aufgehoben, und Darroch engagierte sich in der Finanzierung von Vieh und Booten für die Bewohner. In dieser Zeit wurde allmählich der Name Torridon, der zuvor nur die Torridon Estate als Grundbesitz bezeichnet hatte, zunehmend auf den Ort übertragen, der zuvor den Namen des heutigen Ortsteils Fasag führte. Darroch starb 1910 in Torridon House. Nach seinem Tod wechselte der Besitz mehrfach, zuletzt ging er 1960 an Peter King, 4. Earl of Lovelace, dessen Familie bereits um 1900 einen Teil des Besitzes von Darroch erworben hatte. Dieser starb 1964 in Torridon House. Seine Erben traten den Landbesitz als Teil der Erbschaftssteuer an den Staat ab. 1967 übernahm der National Trust for Scotland den Besitz. Torridon House verblieb als Wohnsitz des 5. Earl of Lovelace, der das Haus jedoch 2015 verkaufte. Auf dem Grundbesitz richtete der National Trust das Torridon Countryside Centre ein, in dem sich Besucher über Pflanzen, Tiere und Wandermöglichkeiten informieren können.2024 betrug die Besucherzahl etwa 42.000 Personen.

## Infrastruktur
Torridon hat etwas unter 200 Einwohner, 2001 lebten 188 Menschen in 93 Haushalten im Ort. In Torridon befinden sich eine lokale Community Hall, eine Primary School, ein Dorfladen, ein kleines Museum, ein Posten der Bergrettung und der Feuerwehr sowie eine Jugendherberge. Ebenso gibt es ein kleines Gesundheitszentrum des NHS. Erreichbar ist der Ort über die A896 von Kinlochewe und Strathcarron, per Rufbus besteht eine Nahverkehrsverbindung zum Bahnhof Strathcarron an der Kyle of Lochalsh Line.

## Tourismus
Torridon ist beliebt als Ausgangspunkt für Wanderungen und Klettertouren in den nördlich und östlich liegenden Torridon Hills. Berge wie der Liathach, der Beinn Alligin und der Beinn Eighe gehören zu den eindrucksvollsten Bergen der britischen Inseln. Die Torridon Hills sind auch Ziel von Tierbeobachtern und Jägern. Angeboten werden Bootsausflüge auf Loch Torridon. Neben dem Torridon Hotel und der Jugendherberge bestehen Unterkunftsmöglichkeiten in verschiedenen Bed and Breakfasts. Die Coire a’ Cheud-chnoic (engl. Corrie of the Hundred Hills; dt. Corrie der 100 Hügel) liegen in der Nähe von Torridon.